# Domingo en rojo
Domingo en rojo fue un magacín de televisión, emitido en los comienzos de la cadena española Antena 3, en el primer semestre de 1990. Fue presentado por la actriz Lydia Bosch.

## Formato
Se trata de un magacín de cinco horas de duración, para la tarde de los domingos, incluía entrevistas, reportajes, actuaciones musicales, noticias de interés y consejos sobre moda y gastronomía.
Contó entre sus colaboradores con el periodista Luis María Anson que hablaba sobre gastronomía y con Carmen Martínez-Bordiú en la sección de moda.